# Tristan Vautier
Pour les articles homonymes, voir Vautier.
Tristan Vautier, né le 22 août 1989 à Saint-Martin-d'Hères (Isère), est un pilote automobile français.

## Biographie
Tristan Vautier est le fils d'Éric Vautier, propriétaire du circuit automobile du Laquais.
Privé de budget personnel, Tristan Vautier accède au championnat IndyCar en remportant le championnat Indy Lights qui lui permet d'obtenir une bourse de 800 000 euros. Il complète son budget avec l'apport de partenaires, d'amis et de quelques emprunts pour obtenir le deuxième volant de l'écurie Schmidt Motorsports pour laquelle roule un autre Français, Simon Pagenaud.
Pour sa première course en IndyCar, il impressionne le paddock en réalisant le sixième temps des essais et en se classant quatrième en course avant de devoir abandonner pour une rupture d'échappement.
Lors de la saison 2017, il remplace Sébastien Bourdais, blessé, lors du Grand Prix du Texas. Il se classe cinquième des qualifications mais est contraint à l'abandon lors de la course après avoir pourtant été leader pendant plusieurs tours.

## Carrière
- 2006 : Formule Campus France, 2e (six victoires)
- 2007 : Championnat de France de Formule Renault, 5e
- 2008 : Championnat de France de Formule Renault, 2e
- 2009 : Formule Palmer Audi, 4e (six victoires)
  - Deux courses en Formule 2, 1 podium
- 2010 : Star Mazda Championship, 5e (deux victoires)
- 2011 : Star Mazda Championship, champion
- 2012 : Indy Lights, champion[5]
- 2013 : IndyCar, 20e et meilleur rookie.

## Indycar Series
| Saison | Écurie                       | GP disputés | Pole | Victoires | Podiums | Meilleur tour | Points inscrits | Classement |
| ------ | ---------------------------- | ----------- | ---- | --------- | ------- | ------------- | --------------- | ---------- |
| 2013   | Schmidt Hamilton Motorsports | 19          | 0    | 0         | 0       | 0             | 266             | 20e        |
| 2015   | Dale Coyne Racing            | 11          | 0    | 0         | 0       | 0             | 175             | 22e        |
| 2017   | Dale Coyne Racing            | 1           | 0    | 0         | 0       | 0             | 15              | 36e        |

### Résultats détaillés en Indycar Series
| Année | Écurie                                   | Châssis      | Moteur | 1      | 2      | 3      | 4      | 5       | 6       | 7      | 8      | 9      | 10     | 11     | 12     | 13     | 14     | 15     | 16     | 17     | 18     | 19     | Classement | Points |
| ----- | ---------------------------------------- | ------------ | ------ | ------ | ------ | ------ | ------ | ------- | ------- | ------ | ------ | ------ | ------ | ------ | ------ | ------ | ------ | ------ | ------ | ------ | ------ | ------ | ---------- | ------ |
| 2013  | Schmidt Peterson Hamilton HP Motorsports | Dallara DW12 | Honda  | STP 21 | ALA 10 | LBH 17 | SAO 16 | INDY 16 | DET 11  | DET 14 | TXS 18 | MIL 21 | IOW 13 | POC 19 | TOR 19 | TOR 16 | MDO 21 | SNM 12 | BAL 11 | HOU 22 | HOU 11 | FON 21 | 20e        | 266    |
| 2015  | Dale Coyne Racing                        | Dallara DW12 | Honda  | STP    | NLA    | LBH    | ALA    | IMS     | INDY 28 | DET 17 | DET 4  | TXS 20 | TOR 17 | FON 17 | MIL 16 | IOW 12 | MDO 6  | POC 21 | SNM 23 |        |        |        | 22e        | 175    |
| 2017  | Dale Coyne Racing                        | Dallara DW12 | Honda  | STP    | LBH    | ALA    | PHX    | IMS     | INDY    | DET    | DET    | TXS 16 | ROA    | IOW    | TOR    | MDO    | POC    | GTW    | WGL    | SNM    |        |        | 36e        | 15     |
| 2024  | Dale Coyne Racing with Rick Ware Racing  | Dallara DW12 | Honda  | STP    | THE    | LBH    | IMS    | INDY    | ALA     | DET 18 | ROA    | MON    | MDO    | IOW    | IOW    | TOR    | GTW    | POR    | MIL    | MIL    | NAS    |        | 38e        | 12     |

### Résultats aux 500 miles d'Indianapolis
| Année | Châssis | Moteur | Départ | Arrivée | Équipe                       |
| ----- | ------- | ------ | ------ | ------- | ---------------------------- |
| 2013  | Dallara | Honda  | 28     | 16      | Schmidt Peterson Motorsports |
| 2015  | Dallara | Honda  | 32     | 28      | Dale Coyne Racing            |

## Endurance

### Résultats aux 24 Heures du Mans
| Année | Écurie                    | no | Châssis                | Moteur                | Pneus    | Catégorie | Équipiers                      | Tours | Résultat | Résultat de catégorie |
| ----- | ------------------------- | -- | ---------------------- | --------------------- | -------- | --------- | ------------------------------ | ----- | -------- | --------------------- |
| 2022  | ARC Bratislava            | 44 | Oreca 07               | Gibson GK428 4,2 l V8 | Goodyear | LMP2      | Miroslav Konôpka Bent Viscaal  | 360   | 26e      | 21e                   |
| 2023  | Floyd Vanwall Racing Team | 4  | Vanwall Vandervell 680 | Gibson GL458 4,5 l V8 | Michelin | Hypercar  | Tom Dillmann Esteban Guerrieri | 165   | Abandon  | Abandon               |
| 2025  | CLX Pure Rxcing           | 37 | Oreca 07               | Gibson GL458 4,5 l V8 | Goodyear | LMP2      | Alex Malykhin Tom Blomqvist    | 358   | 32e      | 14e                   |

### Résultats aux24 Heures de Daytona
| Année | Écurie                                                     | Copilotes                                                          | Voiture          | Classe | Tours | Pos. | Classe Pos. |
| ----- | ---------------------------------------------------------- | ------------------------------------------------------------------ | ---------------- | ------ | ----- | ---- | ----------- |
| 2013  | Visit Florida Racing/Speedsource/Yellow Dragon Motorsports | Joel Miller Tristan Nunez Spencer Pigot Yojiro Terada              | Mazda 6 GX       | GX     | 33    | Abd. | Abd.        |
| 2014  | Speedsource                                                | Tristan Nunez Joel Miller                                          | Mazda Prototype  | P      | 445   | Abd. | Abd.        |
| 2015  | JDC-Miller Motorsports                                     | Rusty Mitchell (en) Stephen Simpson Mikhail Goikhberg Chris Miller | Oreca FLM09      | PC     | 701   | 15e  | 3e          |
| 2016  | Stevenson Motorsports                                      | Kenny Habul Boris Said Dion von Moltke                             | Audi R8 LMS      | GTD    | 701   | 21e  | 7e          |
| 2017  | SunEnergy1 Racing                                          | Kenny Habul Boris Said Maro Engel Paul Morris (en)                 | Mercedes-AMG GT3 | GTD    | 524   | Abd. | Abd.        |
| 2018  | Spirit of Daytona Racing                                   | Eddie Cheever III (en) Matt McMurry                                | Cadillac DPi-V.R | P      | 291   | Abd. | Abd.        |
| 2019  | JDC Miller Motorsports                                     | Mikhail Goikhberg Devlin DeFrancesco Rubens Barrichello            | Cadillac DPi-V.R | DPi    | 586   | 5e   | 5e          |
| 2020  | JDC Miller Motorsports                                     | Juan Piedrahita (en) Matheus Leist (en) Chris Miller               | Cadillac DPi-V.R | DPi    | 825   | 5e   | 5e          |
| 2021  | JDC - Mustang Sampling Racing                              | Sébastien Bourdais Loïc Duval                                      | Cadillac DPi-V.R | DPi    | 723   | Abd. | Abd.        |
| 2022  | JDC Miller Motorsports                                     | Sébastien Bourdais Loïc Duval Richard Westbrook                    | Cadillac DPi-V.R | DPi    | 761   | 3e   | 3e          |
| 2025  | Proton Competition                                         | Neel Jani Nico Pino Julien Andlauer                                | Porsche 963      | GTP    | 352   | Abd. | Abd.        |

### Résultats aux12 Heures de Sebring
| Année | Écurie                                              | Copilotes                              | Voiture          | Classe | Tours | Pos. | Classe Pos. |
| ----- | --------------------------------------------------- | -------------------------------------- | ---------------- | ------ | ----- | ---- | ----------- |
| 2014  | Speedsource                                         | Tristan Nunez Joel Miller              | Mazda Prototype  | P      | 104   | Abd. | Abd.        |
| 2017  | SunEnergy1 Racing                                   | Kenny Habul Boris Said                 | Mercedes-AMG GT3 | GTD    | 324   | 18e  | 3e          |
| 2018  | Spirit of Daytona Racing                            | Eddie Cheever III (en) Matt McMurry    | Cadillac DPi-V.R | P      | 294   | Abd. | Abd.        |
| 2019  | JDC Miller Motorsports                              | Mikhail Goikhberg Juan Piedrahita (en) | Cadillac DPi-V.R | DPi    | 346   | 7e   | 7e          |
| 2020  | Mustang Sampling Racing avec JDC Miller Motorsports | Sébastien Bourdais Loic Duval          | Cadillac DPi-V.R | DPi    | 346   | 5e   | 5e          |
| 2021  | JDC - Mustang Sampling Racing                       | Sébastien Bourdais Loïc Duval          | Cadillac DPi-V.R | DPi    | 349   | 1re  | 1re         |
| 2022  | JDC Miller Motorsports                              | Richard Westbrook Loïc Duval           | Cadillac DPi-V.R | DPi    | 351   | 2e   | 2e          |
| 2025  | Proton Competition                                  | Neel Jani Nico Pino                    | Porsche 963      | GTP    | 353   | 6e   | 6e          |